# Папірці
«Папірці» (рос. Бумажки) — російський мультиплікаційний серіал, створений анімаційною студією «Паровоз».
Прем'єра «Папірців» відбулася 21 березня 2015 року у кінотеатрах Росії у рамках проекту «Мульт у кіно». Транслювався на телеканалах «Мульт» та «Карусель». Показ завершився 15 липня 2016 року. У грудні 2015 року в магазинах мобільних програм App Store і Google Play вийшла гра за мотивами мультсеріалу

## Сюжет
Мультфільм оповідає про пригоди двох нерозлучних друзів — мудрого лося Арістотеля (Арі) та хитрого дятла Тюк-Тюка (Тюка), які живуть у паперовому світі. Кожна серія — адаптована для дітей детективна історія, розв'язка якої укладена в канцелярському чи паперовому предметі, і для виходу із ситуації головні герої створюють «паперову» конструкцію (наприклад, кораблик). Персонажі серіалу живуть у паперовій місцевості, де розташовані будинок Арістотеля і Тюк-Тюка, Паперові гори та Паперове озеро. Кожен із героїв має свою особливість. Наприклад, персонаж Котозаєць може перевтілюватися із зайця в кота і назад, змінюючи не лише зовнішній вигляд, а й звички.
Наприкінці кожної серії творці демонструють, як зробити «паперову» річ чи персонажа із сюжету за допомогою ножиць, паперу та клею.

## Персонажі
- Арістотель — Паперовий лось-філософ. Начитаний і розважливий, незграбний і неспішний. У години роздумів грає на контрабасі. Разом з Тюком вони допомагають своїм сусідам лісом, а також подорожують світом.
- Тюк-тюк — Найкращий друг і приятель Арістотеля — паперовий дятел Тюк-тюк. Енергійний, блискучий фантазер та застрельник. Музичний, має вроджене почуття ритму.

## В ролях
| Актор         | Роль          |
| ------------- | ------------- |
| Андрій Рожков | Всі персонажі |

## Знімальна група
- Режисери: Олексій Миронов, Дмитро Лазарєв, Артур Толстобров, Кирило Кравченко, Владислав Байрамгулов, Микола Козлов
- Продюсери: Євген Головін, Вадим Воля, Тетяна Циварєва, Антон Сметанкін
- Автори сценарію: Євген Головін, Вадим Воля, Марія Парфьонова, Олег Козирєв, Леонід Каганов, Світлана Малашина, Антон Ланшаков, Данило П'ятков, Антон Звездін
- Композитори: Сергій Боголюбський, Дарія Ставрович
- Художник-постановник: Ануш Мікаєлян
- Художник: Марія Ликова
- Рендер: Леонтій Абарбанель
- Постпродакшн супервайзер: Леонід Єрмошин
- Художники-мультиплікатори: Ігор Малков, Ок-Сім Тен
- 3D лейаут: Дмитро Цірухін
- Моделі: Олександр Афонасьєв
- Координатор: Христина Швець
- Звукооператор: Варвара Білоус
- Головний бухгалтер: Ганна Іллюшина

## Нагороди
- 2016 — 9-й Міжнародний анімаційний фестиваль Xiamen International Animation Festival (Китай), на якому оголосили переможців престижної премії у галузі мультиплікації Cyber Sousa. Російський мультсеріал «Папірці» став лауреатом у номінації «Кращий іноземний анімаційний серіал» та єдиним володарем цієї нагороди з нашої країни. Журі відзначило не лише оригінальність ідеї мультсеріалу «Папірці», а й його освітній аспект.
- 2016 — ІІ Національна анімаційна премія «Ікар» Номінація «Серіал»
- 2016 — 21-й Відкритий Російський Фестиваль анімаційного кіно в Суздалі: участь у конкурсі серіалів.